# 로트문드-톰슨 증후군

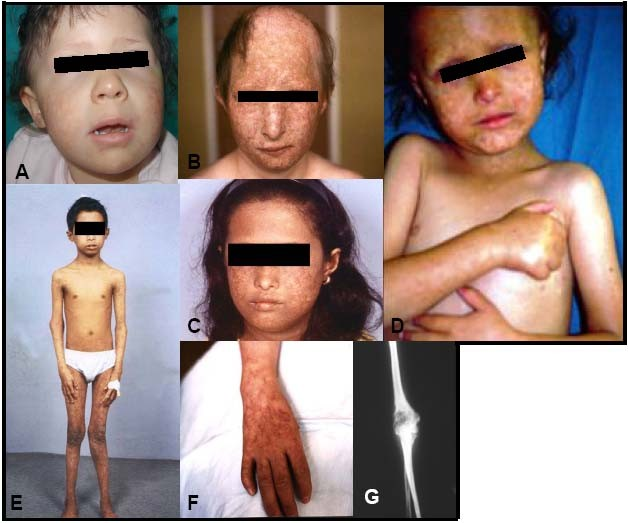
로트문드-톰슨 증후군을 가진 환자의 모습. A) 만성적인 뺨의 피부다형증 (4살 여자아이).
B) 탈모증과같이 나타나는 피부다형증 (21살 소년).
C) 피부다형증
D) 피부다형증
E) 몸의 넓은 부위의 피부다형증
F) 엄지손가락 무형성
G) X-Ray로 보여지는 뼈 결함

로트문드-톰슨 증후군(Rothmund–Thomson syndrome : RTS)은 피부다형 위축증으로 알려져 있으며, 백내장이나 선천적인 피부다형증을 나타내는 말이다. 1968년에 어거스트 폰 로트문드가 상염색체 열성 유전으로 인해 나타난다는 것을 밝혔고, 1936년에 매튜 시드니 톰슨(Matthew Sydney Thomson)의 연구로 대대로 알려졌다. 이러한 질병은 골육종과 함께 나타나는데, DNA 헬리카아제인 RECQL4라는 유전자에 변형이 생겨 DNA 복제가 제대로 이루어지지 않아 생기는 병이다.

## 특징
태양에 민감한 발진 증상을 보이며, 모세혈과확장증과 피부다형증을 같이 보인다.
- 소아백내장(Juvenile catarata)
- 안장코(Saddle nose)
- 선천적인 뼈 이상(짧은 구조와 비정상적인 형태)
- 털 성장 문제(속눈썹이 없거나 길이가 짧음)
- 성선기능저하증(Hypogonadism)
- 치아발육부전증(Microdontia)
- 칼슘 문제
- 귀 모양 문제
- 골육종

태어날 때 피부 상태는 정상이지만, 3-6달 후부터는 볼에 피부다형증이 나타나기 시작하여 팔, 다리, 엉덩이까지 확장된다.

## 원인
로트문드-톰슨 증후군은 3분의 2 정도가 RECQL4의 유전자 변이로 인해 발생하며, 염색체의 8q24.3에 위치하며 염기쌍이 144,511,283에서 144,517,825로써 3,627개의 염기를 가지고 있다. 상염색체 열성으로 발현하며, 이는 RTS가 발병되기 위해서는 부모 모두 RECQL4의 변이가 존재하여야 한다. 이러한 RECQL4는 헬리카아제로써, 비정상적인 RECQL4 단백질을 만들게 되며 이는 정상적인 DNA의 복제와 수리를 방해하게 된다. 3분의 1은 RECQL4의 변이로 인해 발생하지 않지만, 염색체 7번과 8번 이상으로 발생한다고 알려져 있으며, 아직 정확한 원인은 모르는 상태이다.

## 진단
- 노화와 관련된 증상의 시작
- 외향적으로 피부다형증의 발현
- RECQL4의 변형의 확인

## 치료
다른 골격계의 기형을 교정하기 위한 수술이 필요할 수도 있으며, 그 외의 증상에 대한 근본적인 치료법은 알려지지 않은 상태이다.